# Hygrocybe substrangulata
Hygrocybe substrangulata är en svampart som först beskrevs av Peck, och fick sitt nu gällande namn av P.D. Orton & Watling 1969. Hygrocybe substrangulata ingår i släktet Hygrocybe och familjen Hygrophoraceae.  Arten är reproducerande i Sverige. Inga underarter finns listade i Catalogue of Life.